# Hanumangudda(Hosur), Lingsugur
Hanumangudda(Hosur) là một làng thuộc tehsil Lingsugur, huyện Raichur, bang Karnataka, Ấn Độ.